# 530
| 530                |
| ------------------ |
| Dødsfald - Fødsler |
|                    |

| Gregoriansk kalender | 530 DXXX                |
| Ab urbe condita      | 1283                    |
| Armensk kalender     | I/T                     |
| Kinesiske kalender   | 3226 – 3227 己酉 – 庚戌 |
| Etiopisk kalender    | 522 – 523               |
| Jødisk kalender      | 4290 – 4291             |
| Hindukalendere       |                         |
| - Vikram Samvat      | 585 – 586               |
| - Shaka Samvat       | 452 – 453               |
| - Kali Yuga          | 3631 – 3632             |
| Iransk kalender      | 92 BP – 91 BP           |
| Islamisk kalender    | 95 BH – 94 BH           |

Se også 530 (tal)

## Dødsfald
- 22. september - Pave Felix 3.